# حاييم بار
حاييم بار (بالعبرية: חיים בר‏) (14 مايو 1954 بإسرائيل - ) هو لاعب كرة قدم إسرائيلي في مركز الدفاع، شارك في الألعاب الأولمبية الصيفية 1976. وشارك مع منتخب إسرائيل لكرة القدم. أما مع النوادي، فقد لعب مع مكابي نتانيا.

## وصلات خارجية
- حاييم بار على موقع قاعدة بيانات كرة القدم.إي يو (الإنجليزية)
- حاييم بار على موقع ناشيونال فوتبول تيمز (الإنجليزية)
- حاييم بار على موقع أوليمبيديا (الإنجليزية)